# Giulio Gabrielli il Giovane
Giulio Gabrielli (Roma, 20 luglio 1748 – Albano Laziale, 26 settembre 1822) è stato un cardinale italiano.

## Biografia
Nacque a Roma il 20 luglio 1748 da famiglia nobile originaria di Gubbio e trasferitasi successivamente a Roma. Suo padre era il marchese Angelo Gabrielli e sua madre era la marchesa Caterina Trotti; fu fratello di Pietro Gabrielli, II principe di Prossedi. Un suo antenato, Giulio Gabrielli il Vecchio, fu anch'egli cardinale.
Dopo gli studi di legge, il 9 marzo 1800 ricevette il suddiaconato ed il diaconato il 16 marzo di quello stesso anno. Consacrato sacerdote il 23 marzo 1800, divenne poco dopo protonotario apostolico e relatore della Sacra Congregazione del Buon Governo. Venne nominato segretario della Congregazione del Concilio di Trento.
Papa Pio VII lo elevò al rango di cardinale nel concistoro del 23 febbraio 1801: il 26 febbraio successivo ricevette la berretta cardinalizia ed il 20 luglio 1801 il titolo di San Tommaso in Parione.
Dopo la sua nomina cardinalizia, venne eletto vescovo di Senigallia l'11 gennaio 1808 per poi venire consacrato domenica 14 febbraio 1808 a Roma nella cappella privata del pontefice dallo stesso Pio VII, assistito da Francesco Bertazzoli, arcivescovo titolare di Edessa, e da Giuseppe Bartolomeo Menocchio, vescovo titolare di Porfireone, sacrestano pontificio.
Servì come cardinale segretario di Stato dal 26 marzo 1808 al 25 luglio 1814: poco dopo la sua nomina (16 giugno 1808) venne arrestato dai francesi e deportato dapprima a Novara e poi a Milano. Nel 1809 venne confinato in Francia con Pio VII e trasferito quindi a Sedan. Al suo rifiuto di presenziare al matrimonio dell'imperatore Napoleone Bonaparte con Maria Luisa d'Asburgo-Lorena celebratosi il 2 aprile 1810, assieme ad altri dodici cardinali, venne privato della dignità cardinalizia e obbligato ad indossare gli abiti clericali neri.
Raggiunse il papa a Fontainebleau nel 1813 e nel febbraio del 1814 venne nuovamente confinato a Le Vigan, nelle Cevenne (sud della Francia), sino alla sua successiva liberazione. Tornato a Roma con la corte pontificia, venne nominato prefetto della Congregazione del Concilio di Trento dal 26 luglio 1820, dopo aver rinunciato alla reggenza della propria diocesi il 5 febbraio 1816. Optò quindi per il titolo cardinalizio di San Lorenzo in Lucina dal 17 dicembre 1819 in concomitanza con l'ottenimento del titolo di cardinale protopresbitero.
Pro-datario di Sua Santità dal 12 maggio 1820, rimase in carica sino alla morte unitamente alla reggenza delle abbazie commendatarie di San Paolo in Valdiponti (Perugia) e di San Giovanni dell'Eremo di Città della Pieve, nonché dei Santi Vito e Pancrazio a Todi. Morì il 26 settembre 1822 all'età di 74 anni. Fu sepolto a Roma, nella Basilica di Santa Maria sopra Minerva.

## Genealogia episcopale e successione apostolica
La genealogia episcopale è:
- Cardinale Scipione Rebiba
- Cardinale Giulio Antonio Santori
- Cardinale Girolamo Bernerio, O.P.
- Arcivescovo Galeazzo Sanvitale
- Cardinale Ludovico Ludovisi
- Cardinale Luigi Caetani
- Cardinale Ulderico Carpegna
- Cardinale Paluzzo Paluzzi Altieri degli Albertoni
- Papa Benedetto XIII
- Papa Benedetto XIV
- Papa Clemente XIII
- Cardinale Francesco Saverio de Zelada
- Papa Pio VII
- Cardinale Giulio Gabrielli

La successione apostolica è:
- Arcivescovo Mario Ancaiani (1814)
- Vescovo Carlo Fioravanti (1814)

## Nella cultura di massa
Nel film Il marchese del Grillo (1981) di Mario Monicelli il suo ruolo è interpretato da Camillo Milli.